# 八木弘和
八木 弘和（やぎ ひろかず、1959年12月26日 - ）は、日本の元スキージャンプ競技選手である。北海道小樽市出身。北照高等学校卒業。現役時代は北海道拓殖銀行（たくぎん）に所属。父親の八木博は1977年から全日本スキー連盟のジャンプ・ヘッドコーチを務めた。

## プロフィール
1970年代後半より1980年代前半に、レークプラシッドオリンピックで4位になった秋元正博とともに日本スキージャンプチームの中心選手として活躍した。1979年-1980年のシーズンに新設されたスキージャンプ・ワールドカップで優勝1回（2位、3位各1回）。シーズン総合4位となった。
1980年のレークプラシッドオリンピックでは、当時の70m級ジャンプで1回目87.0m、2回目83.5mと安定したジャンプで、マンフレート・デッケルトと同点で銀メダルを獲得した。札幌オリンピック以来のジャンプのメダルであり、その大会唯一の日本人メダリストであった。ただこの表彰式が酷寒の中行なわれ、風邪で体調を崩したため90m級では19位と本来の実力を発揮できなかった。
1982年3月7日の宮様スキー大会では大倉山ジャンプ競技場のバッケンレコード（ジャンプ台の最長記録）を更新(119.0m、1985年に秋元正博が更新）した。
ジャンパーとしてのピークはこのときで、以降は故障に悩まされ、1984年サラエボオリンピック終了後現役を引退し、同年北海道拓殖銀行を退社してデサントに入社。一時スキージャンプ界から離れていたが、1989年にコーチ留学のためオーストリアに渡り、1991年に帰国後デサントのスキー部監督に就任した。船木和喜を育て上げたコーチとして有名。その後2002年には日本ナショナルチームのコーチに就任し後進の指導に当たった。現在テレビでジャンプの解説者として登場することが多い。1998年長野オリンピックジャンプ団体の解説も担当した。
2003年4月、デサントの廃部を受けて独立採算制のスキークラブチームWSCシュピッツを設立、吉岡和也、高柳太郎、讃良貴志らが所属した。2007年WSCシュピッツ解散。
2008年岩見沢市の商業施設「岩見沢大和タウンプラザ」内にフィットネスクラブ「アクアエイト」を開設(運営は自ら社長を務める株式会社アクアエイト)。

## 主な成績
- 1980年レークプラシッドオリンピック
  - 70m級 銀メダル
  - 90m級 19位
- 1984年サラエボオリンピック
  - 70m級 55位
  - 90m級 19位
- FISワールドカップ - 1勝（2位1回、3位1回）

| 個人優勝大会 (NH:ノーマルヒル、LH:ラージヒル、FH:フライングヒル) | 個人優勝大会 (NH:ノーマルヒル、LH:ラージヒル、FH:フライングヒル) | 個人優勝大会 (NH:ノーマルヒル、LH:ラージヒル、FH:フライングヒル) | 個人優勝大会 (NH:ノーマルヒル、LH:ラージヒル、FH:フライングヒル) | 個人優勝大会 (NH:ノーマルヒル、LH:ラージヒル、FH:フライングヒル) |
| シーズン                                                         | 月日                                                             | 開催地                                                           | 種目                                                             | 備考                                                             |
| ---------------------------------------------------------------- | ---------------------------------------------------------------- | ---------------------------------------------------------------- | ---------------------------------------------------------------- | ---------------------------------------------------------------- |
| 1979/80                                                          | 1月12日                                                          | 札幌                                                             | LH                                                               | 日本人初優勝                                                     |

- 1977.01.22　第29回北海道高校スキー大会　優勝
- 1978.01.22　第30回北海道高校スキー大会　優勝
- 1978.02.07　第56回全日本スキー選手権大会70m級少年組　優勝
- 1978.02.12　第27回全国高校スキー大会　優勝
- 1978.02.22　第33回国民体育大会冬季大会少年組　優勝
- 1979.02.20　第34回国民体育大会冬季大会成年一部　優勝
- 1980.01.12　FISスキージャンプ・ワールドカップ札幌大会　優勝
- 1981.01.24　第8回HTB杯スキージャンプ競技大会　優勝
- 1981.02.01　第22回NHK杯ジャンプ大会
- 1981.02.06　第59回全日本スキー選手権大会70m級　優勝
- 1982.03.06　第24回HBCカップジャンプ競技会　優勝
- 1982.03.07　第53回宮様スキー大会国際競技会(90m級)　優勝
- 1982.03.13　第6回富良野ジャンプ大会　優勝
- 1983.02.27　第61回全日本スキー選手権大会(90m級)兼第24回NHK杯ジャンプ大会　優勝
- 1983.03.05　第10回HTB杯スキージャンプ競技大会　優勝
- 1983.03.10　第7回伊藤杯 宮の森ナイタージャンプ大会　優勝
- 1984.03.11　第62回全日本スキー選手権大会(90m級) 兼第25回NHK杯ジャンプ大会